# Leonardo La Russa
Leonardo La Russa (Catanzaro, 18 agosto 1832 – Catanzaro, 1º febbraio 1900) è stato un politico italiano.

## Biografia
Figlio del senatore Ignazio Sr. e padre del senatore Ignazio Jr., fu dapprima governatore (1860) e poi sindaco di Catanzaro (1870-1874), nonché deputato del Regno d'Italia dal 1870 al 1874 e dal 1880 al 1884. In quell'anno fu nominato senatore del Regno d'Italia nella XV legislatura.